# Grzegorz Jasiński (historyk)
Grzegorz Marian Jasiński (ur. 1 maja 1957 roku w Lublinie) – polski historyk, profesor nauk humanistycznych, profesor nadzwyczajny Uniwersytetu Warmińsko-Mazurskiego w Olsztynie w Instytucie Historii UWM.

## Życiorys
Jest absolwentem Uniwersytetu Warszawskiego (1982). Od października 1980 do końca 1982 był członkiem rady wydawniczej podziemnego wydawnictwa Krąg. Od 1989 jest pracownikiem Ośrodka Badań Naukowych im. Wojciecha Kętrzyńskiego w Olsztynie, należy do Towarzystwa Naukowego im. Wojciecha Kętrzyńskiego. Jeden ze współzałożycieli stowarzyszenia Wspólnota Kulturowa Borussia.
Stopień doktora nauk humanistycznych w zakresie historii uzyskał w 1995 na Uniwersytecie Mikołaja Kopernika w Toruniu na podstawie rozprawy pt. „Problem świadomości ludności mazurskiej w drugiej połowie XIX wieku”. W 2005 uzyskał stopień doktora habilitowanego.
8 lutego 2010 został powołany przez prezesa Instytutu Pamięci Narodowej na stanowisko naczelnika olsztyńskiej delegatury IPN. Zastąpił na stanowisku Stanisława Achremczyka.
27 lutego 2017 prezydent RP Andrzej Duda nadał mu tytuł naukowy profesora nauk humanistycznych.

## Wybrane publikacje
Prace autorskie:
- Mazurzy w drugiej połowie XIX wieku. Kształtowanie się świadomi narodowej, Olsztyn 1994
- Historia Mazur. Przyczynek do dziejów krainy i kultury pruskiej Olsztyn 1995, (wyd. 2, 1998)
- Kościół ewangelicki na Mazurach w XIX wieku (1817-1914), Olsztyn 2003
- Słownik duchownych ewangelickich na Mazurach w XIX wieku (1817-1914), Oficyna Wydawnicza RETMAN, Dąbrówno 2015 (502 ss.)

Prace redakcyjne:
- M. Gerss, O Napoleonie, nieszczęśliwej wojnie, dziejach pruskich i europejskich wstęp i opracowanie G. Jasiński, Olsztyn: 1997
- A. Sapatka, Kronika parafii ewangelickiej w Rynie w Prusach Wschodnich ułożona przez proboszcza ryńskiego... z okazji jubileuszu 300-lecia istnienia tutejszego kościoła (1604-1904), oprac. i wstęp G. Białuński, G. Jasiński, Warszawa–Dąbrówno 2003.